# 린의 날개
" 린의 날개"는, 1983년부터 1986년 사이에 발표된 토미노 요시유키 (富野由悠季)의 소설작품 및 2005년부터 2006년 사이에 인터넷TV로 전송된 전 6화의 애니메이션 시리즈.

## 개요
토미노가 라이프워크로 삼고 있는 이세계 '바이스톤 웰'을 무대로 하는 일련의 작품 중 하나이며, 애니메이션 "성전사 단바인", 소설 "오라 배틀러 전기" 등과 세계설정을 공유하지만, 다른 작품과는 완전히 관계없는 평행세계로 여겨지고 있다. 또, 애니메이션 판은 큰 줄기를 소설 판의 약 70년 후를 무대로 해서, 관련성은 있지만, 소설 판의 결말에 그려진 일부 캐릭터의 죽음이 아예 없었던 세계의 뒷얘기라고 하는 설정으로 되어 있어, 이쪽도 평행세계라고 하게 되었다.
'린의 날개'란, 작중에 등장하는, 전설의 영웅에게 나타나는 빛의 날개. '린의 날개'를 가진 영웅은 본 작의 주인공 이전에도 존재하고, 6500년 전부터 바이스톤 웰의 세상이 혼란스러울 때에 몇 번이고 나타나, 그때마다 세계를 구했다고 한다. 작중에서는 발 (신발)에 '날개'가 나타나지만, 등에 나타난 자도 있는 모양이고, 사람마다 장소는 다르다고 한다. 전설상으로 가장 오래된 '린의 날개'의 영웅은 제노라라고 하는 13세의 소년이었다고 한다.

## 소설
"성전사 단바인"의 TV방영과 같은 시기에 토미노 요시유키 자신에 의해 잡지 "야성시대" (野性時代) 에 연재되고, 카도카와 쇼텐의 카도카와 노벨즈에서 전 6권의 단행본이 시판되었다. 삽화는 코가와 토모노리. 나중에 스니커즈 문고에서 복간되었지만, 현재는 마찬가지로 절판.
"단바인"과 마찬가지로 바이스톤 웰을 무대로 하고, 페라리오에 의해 소환된 지상인 = 성전사의 활약을 그리고는 있지만, 시대는 거슬러 올라가서, 오라 배틀러의 탄생 이전의 이야기다.
청소년용 소설이라고 부르기에는 너무 하드한 전개, 성과 잔혹의 묘사, 그리고 토미노 특유의 문체에 기호가 갈리는 점이 있지만, 애니메이션 작품에서는 볼 수 없는 토미노의 '대단한 부분'을 더할 나위 없이 만끽할 수 있는 최상의 작품으로서, 오랫동안 입수 곤란했으면서도 토미노 팬 사이에서는 필독서로서 지지되어 온 작품이었다.
물론 (일부 연결되지 않는 요소는 있지만) 애니메이션 판의 앞 역사로서 즐기는 것도 가능하다. 2007년, 토미노 자신이 가필 재편집한 복각 판 간행 준비가 진행되고 있다.
소설 특징으로서 구 일본군에 대한 저자의 사고방식에 많은 페이지가 할애되어 있다. 그리고 그 사고방식을 주인공 사코미즈가 계승하고 있다.
또한, "단바인"의 TV시리즈 종료 후에 카도카와 쇼텐에서 간행된 무크 지 "바이스톤 웰 이야기"에서는, "야성시대"에 연재 중이었던 본 작에 관해서도 많은 페이지가 할당되어 다루어지고 있다. 토미노에 의한 "단바인"과 본 작에 공통되는 세계관 해설 "이너 스페이스로서의 바이스톤 웰"을 비롯해, 연재 시작부터 1984년 1월호 게재 분까지의 개요, 용어 해설, 그리고 "성전사 사코미즈 신지로의 이야기"라고 제목을 붙여 코가와 토모노리에 의해 소설 판 중반까지의 전개를 비주얼 화한 일러스트 스토리, 주요 캐릭터의 스케치 등을 다루고 있어, 소설 판의 부록이라고도 할 수 있는 내용으로 되어 있다.

### 스토리
태평양 전쟁 말기의 오키나와상공에서 자살 공격 병기 오우카로 미군의 B-29에 공격을 하던 일본군 병사 사코미즈 신지로는 적기에 격추되어, 공중으로 내던져진 순간에 이세계 바이스톤 웰로 소환된다.
그 땅에서 호걸 아말감 루도르와 맹우가 된 사코미즈는, 배워 놓았던 진심음류의 검술과, 전설의 용자의 증거인 '린의 날개'의 기적을 현현시킨 것에 의해 '성전사'라고 불리게 되고, 전란이 이어지는 바이스톤 웰을 평정하는 영웅이 되어 가지만….

### 등장 인물
사코미즈 신지로 (迫水真次郎)
일본 해군 특공대의 용감한 청년. 계급은 이등 비행 병조. 제2차 세계대전 중, 오키나와 상공 부근에서 자살 공격을 하다가 미군기 커세어에게 격파된 순간, 갑자기 오라 로드가 열리고 바이스톤 웰로 소환된다. 그 후 여러 가지 만남 등이 있고, 놓았던 진심음류검술 (사코미즈는, 일본에 있었을 때 그 류의 품세인 '법정 (法定)'을 되풀이해 연습하고 있고, 법정을 연무하는 장면이 몇 번인가 있다)을 휘둘러 낯선 땅에서 '성전사'로서 활약한다. 플레이 보이로서도 활약. 그리고 계속해서 싸우는 동안에 그의 오라력이 '린의 날개'로서 현현했다. 과거의 린의 날개의 전사들에 대한 전설은 역할을 마친 후에 바이스톤 웰로부터 갑자기 종적을 감추었다는 수수께끼가 있었기 때문에, 생존 중인 사코미즈는 가라바 토벌 후에 대해서 몇 번이나 걱정하고 있었지만 낙관적으로 생각하고, 무사하게 지상에 되돌아올 수 있는 거라고 기대하고 있었다.
그러나, 동포이었던 아말감에게 뒤에서 목을 찔려 절명했다. 그의 의지는 린의 날개와 융합해서 지상계에 되돌아오고, 오구라 (小倉)에 떨어질 예정이었던 제3의 원폭을 막는다.
바이스톤 웰에서의 싸움에서 경험을 쌓음에 따라서 구 일본군의 사고방식에 의문을 품게 된다.
진심음류를 사용하는 사코미즈는 '야엣!! ' 하는 독특한 기합 소리를 발한다.
덧붙이자면, 첫경험은 위안소였다고 한다.
아말감 루도르
야심가. 원래 초 나라의 후예라고도 도적 출신이라고도 하지만, 국민의 지지를 얻기 위해서, 멸망 당했지만 국민에게서 사랑을 받은 시이 나라의 영주의 아들이라고 거짓말한다. 그 일로 마지막에서 사코미즈를 포함한 린레이 측 사람들이 아말감의 모반을 의심하게 된다.
할로우 로이를 탈환하는 도중, 방금 바이스톤 웰에 소환된 사코미즈와 우연히 조우하고, 가로우 랑에게 습격 당하고 있었던 그를 돕는다. 레츠오 성채의 싸움까지 사코미즈나 다른 동료와 함께 해적을 하며 지낸다.
가다바와의 싸움 후에 모반을 일으켜 린레이를 쓰러뜨리는 것을 생각하고 있어, 린레이와 적대하는 것을 염두에 두고, 린레이 측에 붙은 사코미즈의 힘을 두려워해서, 그를 살해했다. 그러나 사코미즈가 숨을 거두기 전에 린레이의 또 하나의 린의 날개에 의해 순식간에 불타버린다. 덧붙이자면 사코미즈는 마지막 즈음에서 린의 날개는 아말감 때문에가 아니고, 린레이를 돕기 위해서 사코미즈에게 나타났다는 것을 깨닫고 린레이에게 봉직하기로 결정했었다.
할로우 로이
에 페라리오. 사코미즈를 소환한 장본인. 사코미즈가 소환되었을 때에는 다른 여성과 함께 가로우 랑에 의한 능욕·난교 중이었다. 사코미즈와 함께 아말감에게 도움을 받은 후 함께 행동한다.
캐프랑의 저택에서 사코미즈를 유혹해 육체관계를 가지지만, 그 후 게리가 유괴되어 구출할 때에 게리를 돕기 위해서 화살을 맞고 사망. 등장 인물의 대화에서, 보통 방법으로는 페라리오는 죽지 않는다고 했는데도 사망했다는 것은, 사코미즈와의 만남이 그녀의 정신을 정화했기 때문이다, 라는 결론에 이르고 있다.
"성전사 단바인"에도 한 신이지만 스핀 오프 등장을 하고 있다. 본작과 "단바인"을 다룬 무크 지 "바이스톤 웰 이야기"에서는 양쪽 작을 이어나가는 인물이라고 해설하고 있지만, 그 이상의 상세한 관련성은 명시되지 않았다.
게리 스텐디
17세의 소녀. 사코미즈에게 호의를 가진다. 캐프랑의 저택에서 가정부 일을 할 때에 사코미즈와 만난다. 그 후 사코미즈 일행과 행동을 함께 한다. 해적 시기에는 샹에 의해 위안부가 될지 배를 내릴지를 강요 당하지만, 올가미 솜씨를 인정받는 것에 의해 회피.
사코미즈와는 한번도 육체관계를 가지지 않은 채, 레츠오 성채의 싸움 뒤에 기관포에 박살, 사망한다.
그 직후, 아말감이 사준 사코미즈의 구두에 린의 날개가 발동하고, 사코미즈는 하늘을 난다. 그 덕분에 기관총을 제압하고, 성채의 대장을 나포한다.
린레이 메라디
19세. 켸 나라의 후예. 레츠오 성채에 유폐되어 있었다. 게리 사후 히로인이 교체되는 식으로 등장한다. 성채의 대장 마라 브랑에게 3개월 정도 희롱 당하고 있다가 사코미즈와 만난다. 거꾸로 매달려, 양쪽 팔다리를 로프로 결박하고, 공중에 뜬 상태로 전신은 멍과 뱀 투성이. 여성기에는 뱀 머리가 박힌 상태였다. 사코미즈는 레츠오의 싸움을 경계로 싸움의 목적이 지상으로의 귀환에서 린레이와의 성교로 바뀐다. 그리고 그 바람의 첫 걸음은 게르도아의 동굴에서 이루어진다.
구출 후 여왕으로서 병사를 인도한다. 마지막에는 그녀의 샌들에도 린의 날개가 발동하고 있다.
사코미즈에게 호의를 가지고, 뒤에 부하 여성 암마와의 사이에 삼각 관계가 생겨 수없이 질투를 하게 된다. 나중에 암마가 손을 떼게 된다.
무라브 리온
가로우 랑. 할로우를 이용해서 지상인을 호출했다. 아말감에게 오른손을 잘리고, 그 후 사코미즈 일행을 집착을 가지고 쫓는다. 이야기 초반에는 활약했지만 후반에서는 서로를 싫어하는 연인인 밍에게도 천대를 받게 된다. 가다바의 사관 오토바 토우는 밍의 능력을 높게 평가하고 있었기 때문에, 밍의 속박이 되고 있는 무라브가 방해되는 것, 무라브가 2번이나 사코미즈에게 패배해 나약해져서 푸념만 흘리는 태도를 불쾌하게 느낀 것이 원인이 되어 오토바의 부하에게 살해된다.
밍 샤오
여자 가로우 랑. 활의 달인. 몇 번이나 사코미즈를 추격한다. 가다바에게 아첨하거나 해서, 무라브를 지원한다. 화약을 넣은 화살을 몸에 걸치고 있었기 때문에 유폭에 말려든다. 살해된 뒤에도 악령이 되어, 사코미즈 일행을 습격하지만 린의 날개에 의해 퇴치되었다.
캐프랑 한
상인으로서 등장하지만 수수께끼가 많은 인물. 아말감·사코미즈의 부하들은 캐프랑을 통해서 봉직하게 된 자가 많다. 아말감과 같이 초 나라 출신이라고 의심된다.
그론 가자에르
제라나 선장. 호색가. 코므를 기른다. 아말감과 사이가 좋아, 나라 부흥 이전에는 해적 선장으로서 물건을 빼앗고, 여자를 범하고, 남자를 학살하고 있었다. 당초의 사코미즈로서는 받아들이기 어려운 것이었다.
샹 양
여해적. 그론과 마찬가지로 호색가. 전반에는 여전사로서의 활약이 주로 나오고, 후반에는 그론과의 육체관계가 주로 나온다. 때때로 농담 반 진담 반으로 성전사 사코미즈의 맛을 보려고 유혹하거나 하고 있었다. 마지막에는 고조 사후의 가다바 군의 저항 세력 다므 보테를 살해하는 대공을 세운다.
코므 소므
미 페라리오. 그론에게 사육되고 있다. 알몸 춤을 좋아한다. 그다지 지능은 높지 않다. 샹과 마찬가지로 사코미즈를 유혹하지만 거절당한다.
크로스 레트
도라바로의 성채에 갈 때에 길 안내인으로서 등장. 도라바로의 지휘관 데단 바란다가 마프와 결탁해 행한 처녀사냥으로, 약혼자가 파과 되었다는 경력을 가진다. 나중에 사코미즈에게 붙어서 자주 등장한다.
노스토 화우
미 페라리오. 은밀집단 상산에 의해, 암살자로서 길러지고 있었던 것 중 한 마리. 보통 미 페라리오를 사육하는 것은 불가능하지만 특수한 마약을 사용하는 것에 의해 가능하게 했다. 사코미즈 일행을 습격하지만 되레 당해 동료는 살해되고, 본인은 붙잡힌다. 한 동안은 사코미즈의 속옷을 넣은 바구니 안에서 사육되지만, 그로 인해 사코미즈의 냄새에 애착을 가지게 되에 그를 따르게 된다. 그론과는 달리 사코미즈는 성적 관계를 맺으려고는 하지 않았다.
정찰 중에 구벤겐과 그와 동반한 여자 메치레르에게 붙잡혀, 알몸이 된 끝에 사타구니에 드라이버를 억지로 박히는 고문을 받는다. 빈사 상태였기 때문에 사코미즈의 손에 의해 숨통이 끊어진다.
구벤겐 니겔
사코미즈와 마찬가지로 지상인으로 가라바에게 지상의 무기를 전한다. 스웨덴 사람.
노스토 건에 대해서는 보고 있었던 것 뿐이라고 일단 부인하지만, 사코미즈는 지상의 무기로 많은 소중한 사람을 잃은 것에 분노를 가지고 있었기 때문에, 구벤겐의 변명은 통하지 않고, 살해되었다. 미치레르 쪽은 변명할 틈도 없이 살해.
암마 가르레아
21세. 켸 나라의 무가 출신. 카잔 바로리에, 메르바르디 루즈를 부하로 가진다. 둘 다 암마보다 상당히 연상으로 가르레아 가에 봉직한다. 작전 중, 난생 처음 치한 행위를 사코미즈로부터 받는다.
사코미즈와 린레이와의 사이를 알면서, 사코미즈를 적극적으로 유혹한다. 연애의 줄다리기 끝에, 사코미즈는 그녀를 아내로 삼고 싶다고 생각할 만큼의 사이가 되지만, 최종적으로는 신분의 차이로 그녀는 손을 떼게 된다.
카잔 바로리에
25세. 크로스 레트로부터 호의를 받고 있다. 암마와 함께 포로가 되었을 때에 사망. 2필의 말에 양쪽 발을 붙들어 매인 상태로 끌려 갔기 때문에, 머리를 지면에 부딪친 뒤, 그 충격으로 사타구니가 찢기고, 오른쪽 다리가 뜯겨져서 사망. 추격을 단념한 사코미즈는 암마의 왼팔과 손을 맞잡고서 수색, 사체를 발견한다. 그것을 보고 사코미즈는 그녀가 처녀였던 것을 안다.
메르바르디 루즈
암마가 부상을 당하고 나서는 주종관계가 해제된다. 중간에 다나와는 좋은 사이가 된다. 그가 죽음을 당했을 때는 고조에게 맞서지만, 양팔이 절단된 뒤, 그의 부하에게 살해되었다. 그 때는 다나의 사체 위에 덮이듯 쓰러졌다.
고조는 그녀의 용감함에 반해, 그녀를 능욕하기 위해서, 부하에게 산 채로 잡을 것을 명령했다. 그러나 저항하는 그녀를, 부하의 하나인 부도가 죽여버려서 실패.
스그리
요코
은밀집단 상산의 대원. 연인사이. 사코미즈에게서 린의 날개의 구두를 훔친다. 전란이 한창인 때에 부대를 빠져나가서 사랑의 도피를 한다.
다나 가하라마
전 가다바의 사관. 포로가 되지만, 그 후 성전사에게 반해, 도망칠 기회가 있었음에도 불구하고 사코미즈 측으로 전향한다. 고조 사후의 가다바 군의 저항 세력 다므 보테와는 절친한 친구. 고조와 대치했을 때 소총에 맞고 사망.
고조 도우
가다바의 창설자로 당시는 성전사로 소문이 났다. 다나 일행을 살해 후, 곧 나타난 사코미즈에 의해 살해.

## 애니메이션
소설판의 싸움은 도검에 의한 백병전이 주체로, 메카닉은 지상인이 가져온 기관포가 나온 정도였지만, 애니메이션 판에서는 오라 배틀러라고 불리는 비행 능력이 있는 탑승형 로봇 병기나, 거대한 비행 전함과 같은 오라 머신끼리 싸우는 로봇 애니메이션적 세계관이 되어 있다.
원작자인 토미노 요시유키의 소설을 쓰고 있었던 시기의 생각과 애니메이션의 제작시의 생각의 차이때문인지, 소설 린의 날개와 달리 사망자가 적다.

### 스토리
현대의 야마구치현 (山口縣) 이와쿠니시 (岩國市), 친구가 일으킨 테러 행위에 의해 쫓기고 있었던 에이샙 스즈키는 바다로부터 나타난 전함을 타고 있었던 소녀 류크스 사코미즈가 가지고 있던 린의 날개의 신발에 의해 이세계 바이스톤 웰에 소환되어버린다.

### 등장 인물
에이샙 스즈키
성우: 후쿠야마 준 (福山潤)
야마구치 현 이와쿠니 시에 사는 대입 재수생 알바족. 일본인과 미국인 혼혈. 19세. 로우리 와 카네모토가 일으킨 테러 사건을 발단으로 바이스톤 웰에 소환된 새로운 성전사.
아무도 타는 사람이 없었던 오라 배틀러 나나진에 올라타고 오라 배틀러 다루는 솜씨를 사코미즈에게 인정받아, 류크스의 부마로 인정받는다.
다시 지상계에 되돌아올 때, 자신의 출생을 알고, 현재의 일본을 파괴하려고 하는 사코미즈와 호죠국에서 반란을 일으킨다.
류크스 사코미즈
성우: 시마무라 유우 (嶋村侑)
사코미즈의 전처가 낳은 딸이며, 호죠의 공주. 16세.
아버지의 야심을 바로잡기 위해서 린의 날개의 신발을 반출한다.
사코미즈 신지로
성우: 코야마 리키야 (小山力也)
본편으로부터 약 70년 전의 제2차 세계대전 중에 대일본 제국해군의 자살 공격기 오우카의 파일럿 (당시의 계급은 이등 비행 병조)으로서 싸웠지만, 그 자살 공격 중간에 오라 로드가 열리고, 바이스톤 웰에 소환되어, 미지의 세계인 그 땅에서 '성전사'가 된다. 현재는 호죠국의 왕. '진심음류 검술'을 체득하고 있고, 예부터 바이스톤 웰에 전해지는 전설의 '린의 날개'로서 활약했다.
아직 장년의 모습을 하고 있어 노인으로는 보이지 않는다.
지상의 일본에 돌아가 미국을 타도하는 것을 목적으로 포학의 한계까지 치닫는다.
탑승기는 그전의 애기 오우카를 모티프로 한 전용 오라 배틀러 오우카오.
소설판의 주인공, 사코미즈 신지로와 동일 인물이지만, 소설의 라스트와는 다른 운명을 따라 가고 있고, 류크스가 이야기 한 것으로는 아말감 일행과 대립해 자신을 따르는 병사를 데리고 가서 호죠국을 만들었다고 한다.
다시 지상계에 되돌아왔을 때, 현재 일본의 상태를 보고 절망해 토쿄를 붕괴시키려고 했다. 그 때, 급격한 노화와 오라력의 폭주로 하이퍼화했지만 에이샙의 설득과 자살 공격전에 남기고 갔던 자살 공격 인형을 보고 개심해 린의 날개와 오우카오의 오라력을 사용해 핵탄두의 핵폭발을 흡수하고 사망한다.
야항 로우리 (矢藩朗利)
성우: 츠치다 히로시 (土田大)
재일 미군 기지에 근무하는 기술자인 아버지에 대한 반발로 미군기지에 테러를 한 청년. 에이샙의 룸메이트.
사코미즈에 협력해 오라 배틀러 신덴에 탑승한다. 다시 지상계에 되돌아왔을 때, 오라 배틀러의 힘에 빠져, 토쿄에 테러를 한다. 미군함대에 적재되어 있었던 핵탄두를 토쿄에 떨어뜨리지만 실패한다.
카네모토 헤이치 (金本平次)
성우: 다나베 신고 (田邊眞吾)
재일동포 3세. 야마구치 대학의 공학부에 다니는 에이샙의 룸메이트.
사코미즈에 협력해 오라 배틀러 신덴에 탑승한다. 로우리와 마찬가지로 오라 배틀러의 힘에 빠져, 토쿄에 테러를 한다. 핵탄두를 가진 로우리를 지키기 위해서 에이샙 앞을 막아서지만 쓰러진다.
그의 발언에 의하면 에이샙, 로우리, 카네모토는 차별을 받고 있었던 모양이다.
코도르 사코미즈
성우: 하야시 마리카 (林眞里花)
사코미즈의 후처. 야심가로, 지상인인 왕을 마음 한켠으로는 신뢰하지 않고 있다.
원래는 코도르, 코토우의 부족은 오라 머신의 건조에 피 맺힌 한이 있었지만, 사코미즈의 호죠국에 건조 기술을 빼앗기고, 사코미즈를 죽게 해서 호죠국을 손에 넣으려고 했다.
에레보스
성우: 호리에 유이 (堀江由衣)
쟈코바·아온의 명에 의해 에이샙에 협력하는 미 페라리오.
극중에서는 '치 페라리오'라고 불리고 있지만, 이것은 스탭의 미스('뒷얘기 토미노블로그'에서). 토미노 감독은 '류크스는 사코미즈로부터 치 페라리오밖에 배우지 않았기 때문에 착각했다'이라고 해명을 했지만, 극중에서 설명은 없다. 덧붙이자면 만화판에서는 '치 페라리오'이라고 부른 것은 호죠의 병사다.
알렉스 고렘
성우: 오카와 토오루 (大川透)
에이샙의 친아버지였지만 오랫동안 모르고 있었다. 미군 이와쿠니(岩國) 기지 사령관.
린의 날개를 통해 보였던 내용에서는 미국에 아내가 있었지만, 일본에 체류했을 때 스즈키 토시코 (성우: 가라사와 준 (唐澤潤))와 사랑에 빠지고, 아이 (에이샙)을 떼어내려고 하는 토시코(敏子)를 진정시키기 위해서 미국에 돌아가 아내와 이혼한다.
토시코와 에이샙를 사랑하고 있어, 일본을 멸망하게 놔두려는 사령관을 체포하는 일면을 가진다.
아말감 루도르
성우: 나카노 유타카 (仲野裕)
성전사였을 적에 사코미즈의 맹우로서 함께 싸웠지만, 현재는 사코미즈에 대항하는 반란군 두목이 되어 있다.
사코미즈와 같이 소설 판에 등장한 캐릭터. 그 또한 소설 판과는 다른 운명을 걸어 온 것 같다.
코토우 힌
성우: 미키 신이치로 (三木眞一郎)
호죠국의 무장. 코도르와 같은 부족 출신.
카이라쿠 (海樂)
성우: 코니시 카츠유키 (小西克幸)
해상자위대의 파일럿. 계급은 일위. 에이샙 일행과 함께 바이스톤 웰에 온 지상인.
사코미즈에게는 그다지 협력적이지 않다.
다나카 (田中)
성우: 타케야 카즈키 (竹谷和樹)
해상자위대의 파일럿.
쟈코바 아온
성우: 카이다 유코 (甲斐田裕子)
와라카 렌에 사는 페라리오의 대표.
성우나 디자인은 다르지만, 유일하게 '성전사 단바인'에도 등장한 적이 있는 존재이다. 본 작에서도 성전사 단바인처럼 중요한 역할을 짊어진다.

### 스탭
- 원작/총감독: 토미노 요시유키
- 각본: 타카야마 지로 (高山治郎)
- 미술: 이케다 시게미 (池田繁美)
- 비주얼 컨셉터: okama
- 메카닉 디자인: 시노하라 다모츠 (篠原保), 沙倉拓実
- 음악: 히구치 야스오 (樋口康雄)
- 주제가: 'MY FATE' (노래: 츠치야 안나 (土屋アンナ))
- 애니메이션 디렉터: 쿠도 마사시 (工藤昌史)
- 제작: 선라이즈, 반다이 비주얼, 반다이 채널

### 방송 리스트
- 제1화 초대되지 않은 자
- 제2화 호죠의 왕
- 제3화 지상인의 오라력
- 제4화 왕의 간계
- 제5화 토쿄만
- 제6화 오우카 폭풍 (おうかあらし)

## 만화판
전 3권. 그림: 大森倖三.
카도카와 쇼텐, 연재는 월간 건담 에이스.
애니메이션 판의 코미컬라이즈. 등장 인물과 스토리는 애니메이션 판과 거의 같다.
코믹스 1권에 의하면 '쓸데 없는 것은 덧붙이지 않고, 그림 콘티에 충실하게'라는 토미노 감독의 요망에 따라 만들어진 것이지만, 대사 등 자잘한 점을 제외해도 애니메이션 판과 다른 점은 많이 있다.
전체적으로, 애니메이션 판보다 이해하기 쉬운 내용이다.
1. ISBN 4-04-713795-2
2. ISBN 4-04-713861-4
3. ISBN 978-4-04-713900-8

## 기타
- 1996년에 발표된 소설 및 OVA시리즈 '가제의 날개'는 같은 '바이스톤 웰이야기'의 하나이며, 주인공의 오라력이 오라 배틀러를 통해서가 아니고, '날개'로서 현현한다는 묘사도 같다. 아마 작중의 메토메우스 족 사이에서는 '린의 날개'와 같은 현상을 그렇게 불러 오고 있는 것이라고 생각되지만, 이야기에 직접적인 연결고리가 있는 것은 아니다. 또, 오라 배틀러 전기에도' 린의 날개'라는 고유 명사는 등장하고 있지만, 그 상세한 것에 대해서는 언급되지 않고 있다 (본작 소설 판 완결 후의 대담에서는, 관계를 시사하는듯한 발언도 있었다).
- '린의 날개', '가제의 날개'의 린과 가제는 각각 リーン, ガーゼィ로 카타카나로 쓰여 있지만, りん (燐: 도깨비불, 인광), かぜ (바람)라는 단어와 아주 유사하다. '빛의 날개'라는 제재에서 자연스럽게 연상되는 단어들이며, 여기서 이름을 따왔다는 추측도 가능하다.

## 같이 보기
- 일본의 웹 애니메이션 작품 목록
- 성전사 단바인
- 오라 배틀러 전기
- 오라 배틀러
- 오라 머신 목록
- 시노하라 다모츠 (篠原保)